# Mull of Kintyre
Pour l’article homonyme, voir Mull of Kintyre (chanson).
Ne doit pas être confondu avec Kintyre.
Le Mull of Kintyre (en gaélique écossais : Maol Chinn Tìre) est un cap d'Écosse situé à l'extrémité méridionale de la péninsule de Kintyre, immortalisé par la chanson du même nom de Paul McCartney. Il s'avance dans le canal du Nord, face à l'Irlande. Le roman de Robert Louis Stevenson, Enlevé !, évoque le Mull of Kintyre (chapitre XII et XIII).

## Étymologie
Ce nom est une anglicisation du gaélique écossais Maol Chinn Tìre. Mull est un terme géographique le plus souvent trouvé dans le sud-ouest de l'Écosse, où il est souvent appliqué à promontoires, et, plus spécifiquement pour la pointe ou le cap de ce promontoire. Le terme « mull » dérive du gaélique écossais : maol « chauve, nue, calvitie, nudité » est fait référence à une zone de terre dénuée d'arbres.

## Phare

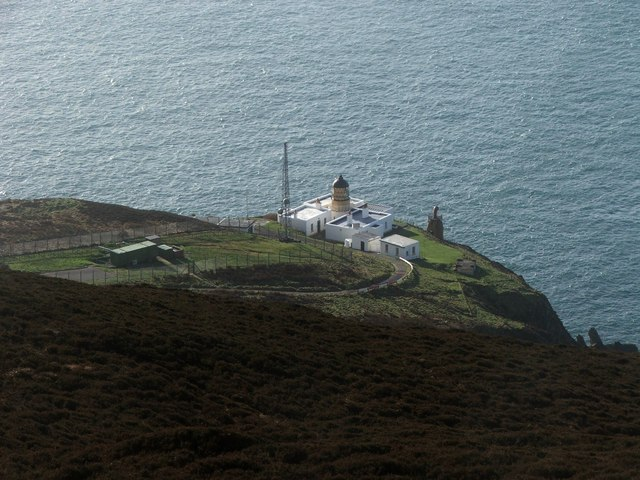
Vue du phare du Mull of Kintyre.

Le phare de Mull of Kintyre est l'un des deux plus vieux phares d'Écosse du Northern Lighthouse Board.